# Porozumienia mińskie

Strefa buforowa uzgodniona w Protokole mińskim

Porozumienia mińskie – umowy, podpisane w Mińsku 5 września 2014 i 12 lutego 2015 mające na celu zakończenie konfliktu na wschodniej Ukrainie.

## Tło historyczne
Wojna w Donbasie wybuchła po tym, jak prezydent Ukrainy Wiktor Janukowycz odmówił podpisania umowy stowarzyszeniowej z Unią Europejską w listopadzie 2013 i rozpoczął rozmowy z Władimirem Putinem w celu poprawy trudnej sytuacji gospodarczej swojego kraju. W następstwie Euromajdanu, największej fali manifestacji i protestów na Ukrainie od czasu pomarańczowej rewolucji, nastąpił upadek prezydentury Wiktora Janukowycza, który ustąpił ze stanowiska i uciekł do Rosji. Dymisja premiera Ukrainy Mykoły Azarowa, ucieczka prezydenta Janukowycza, a także innych czołowych urzędników państwowych stworzyły sytuację nadzwyczajną. Nowe władze w Kijowie podjęły kilka istotnych uchwał, m.in. rozpisano nowe wybory prezydenckie.
Powołanie nowego rządu Arsenija Jaceniuka w lutym 2014 zbiegło się w czasie z interwencją polityczno-wojskową strony rosyjskiej na Krymie. Rozpoczął się kryzys krymski, w wyniku którego Unia Europejska i Stany Zjednoczone nałożyły szereg sankcji na osoby i instytucje, powiązane z działalnością Rosji „przeciw integralności terytorialnej i suwerenności Ukrainy”. Były to zarówno sankcje personalne, w postaci zakazu wjazdu do Unii Europejskiej i zamrożenie kont bankowych, jak i finansowe restrykcje sektorowe nałożone na rosyjskie przedsiębiorstwa i banki. Wobec pogarszającej się wewnętrznej sytuacji gospodarczej w Rosji, związanej z zachodnimi sankcjami, Władimir Putin przed szczytem NATO w walijskim Newport przedłożył plan deeskalacji konfliktu w Donbasie.

## Protokół miński
5 września 2014 członkowie trójstronnej grupy kontaktowej – Ukraina, Rosja i OBWE oraz przedstawiciele dwóch „republik ludowych” podpisali protokół w sprawie zawieszenia broni na obszarze Donbasu. Umowa nie doprowadziła do zakończenia konfliktu na Ukrainie.

### Tekst protokołu[2][3][4]
1. Natychmiastowe dwustronne zawieszenie broni.
2. Przyznanie OBWE roli obserwatora przestrzegania zawieszenia broni.
3. Wdrożenie decentralizacji władzy poprzez przyjęcie ustawy o szczególnym trybie funkcjonowania samorządu terytorialnego w części obwodu donieckiego i ługańskiego.
4. Utworzenie strefy bezpieczeństwa po obu stronach granicy ukraińsko-rosyjskiej i monitorowanie przez OBWE sytuacji na granicy.
5. Natychmiastowe uwolnienie wszystkich jeńców i zakładników przez obie strony.
6. Przyjęcie ustawy zakazującej ścigania i karania osób związanych z rebelią w obwodzie donieckim i ługańskim.
7. Przeprowadzenie dialogu ogólnonarodowego.
8. Poprawienie sytuacji humanitarnej w Donbasie.
9. Przeprowadzenie przedterminowych wyborów do władz lokalnych w wybranych częściach obwodu donieckiego i ługańskiego w związku z ich „specjalnym statusem” na podstawie prawa ukraińskiego.
10. Wycofanie nielegalnych oddziałów zbrojnych i sprzętu wojskowego, a także bojowników i najemników z terytorium Ukrainy.
11. Opracowanie programów gospodarczej odbudowy Donbasu.
12. Udzielenie gwarancji osobistego bezpieczeństwa wszystkim uczestnikom rozmów.

## Mińsk II

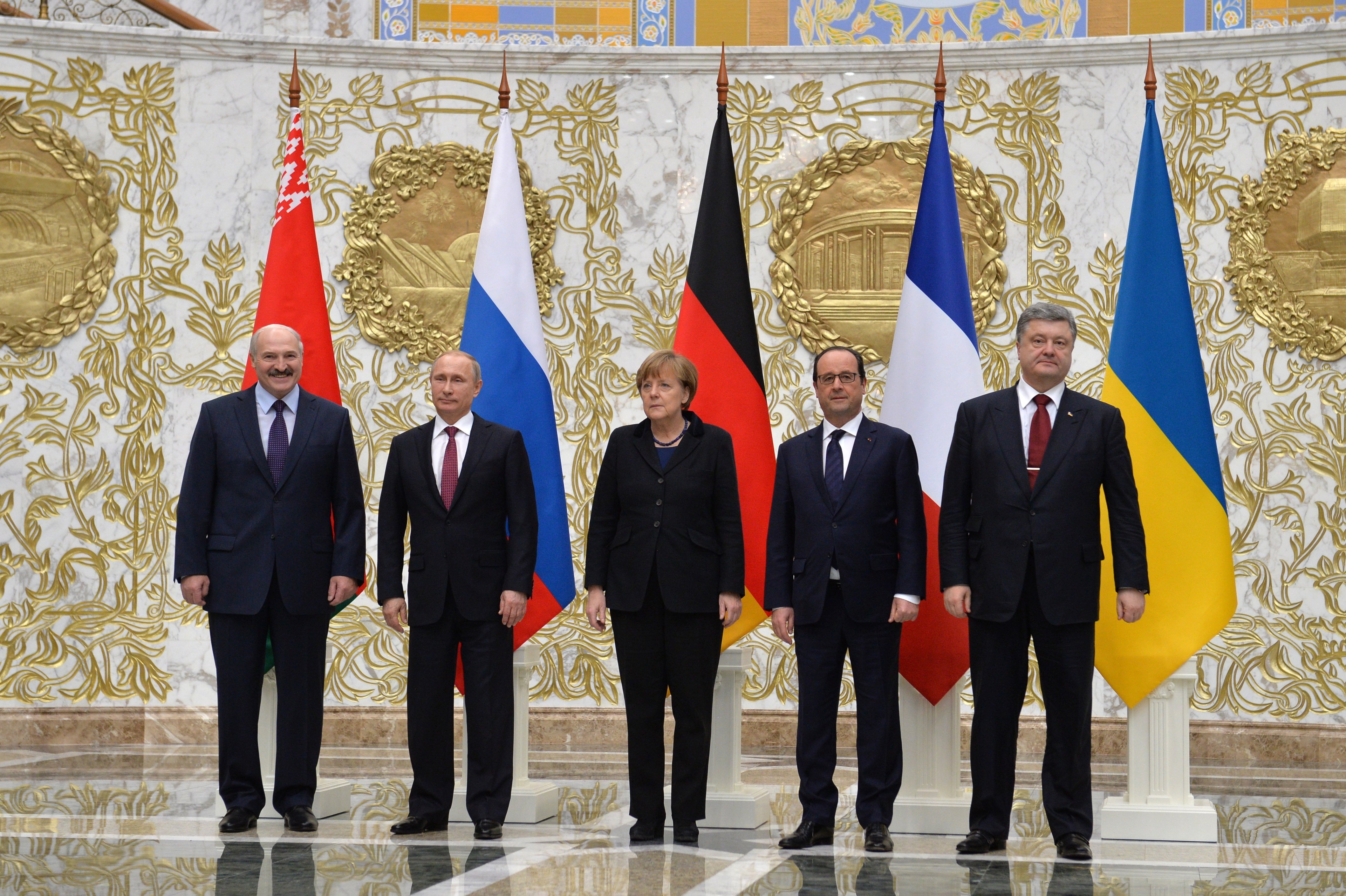
Przywódcy Białorusi, Rosji, Niemiec, Francji i Ukrainy podczas rozmów w Mińsku, 11–12 lutego 2015

12 lutego 2015 negocjacje, z dnia wcześniejszego (11 lutego), doprowadziły do podpisania kolejnego porozumienia Mińsk II pomiędzy przywódcami Francji, Niemiec, Rosji i Ukrainy (tzw. format normandzki). Podpisy złożyli przedstawiciele trilateralnej grupy kontaktowej – ambasador Rosji na Ukrainie Michaił Zurabow, były prezydent Ukrainy Łeonid Kuczma, wysłanniczka OBWE Heidi Tagliavini oraz samozwańczy przywódcy Donieckiej Republiki Ludowej i Ługańskiej Republiki Ludowej – Aleksandr Zacharczenko i Igor Płotnicki.

### Tekst protokołu[7][8]
1. Natychmiastowe i pełne wstrzymanie ognia w poszczególnych rejonach obwodu donieckiego i ługańskiego; jego pilne przestrzeganie zaczyna się od północy 15 lutego czasu kijowskiego.
2. Odsunięcie wojsk przez obie strony w celu utworzenia strefy bezpieczeństwa (50 km w przypadku systemów artyleryjskich o kalibrze 100 mm i większych oraz 140 km dla wyrzutni rakiet). Wyprowadzenie wojsk powinno się zacząć nie później niż drugiego dnia od zawieszenia broni i zakończyć się przed upływem 14 dni. Procesowi mają towarzyszyć obserwatorzy OBWE. Ma go także wspierać grupa kontaktowa.
3. Zapewnienie efektywnego monitoringu zawieszenia broni poczynając od pierwszego dnia przez OBWE.
4. Rozpoczęcie pierwszego dnia po odsunięciu wojsk dialogu na temat przeprowadzenia miejscowych wyborów zgodnie z ukraińskim prawem oraz ustawą „O tymczasowym trybie lokalnego samorządu w poszczególnych rejonach donieckiej i ługańskiej republik”. Nie później niż w ciągu 30 dni od daty podpisania dokumentu należy przyjąć postanowienie Rady Najwyższej ze wskazaniem terytorium, które obejmie szczególny tryb zgodnie z prawem Ukrainy „O tymczasowym trybie lokalnego samorządu w poszczególnych rejonach donieckiej i ługańskiej republik”
5. Zapewnienie amnestii poprzez wprowadzenie prawa o zakazie prześladowania osób w związku z wydarzeniami mającymi miejsce w donieckiej i ługańskiej republikach.
6. Zapewnienie uwolnienia i wymiany wszystkich zakładników i osób przetrzymywanych bezprawnie na zasadzie „wszyscy za wszystkich”. Ten proces powinien zostać zakończony w ciągu pięciu dni od zawieszenia broni.
7. Zapewnienie dostępu, dostawy, przechowywania i rozdzielenia pomocy humanitarnej w oparciu o mechanizmy międzynarodowe.
8. Określenie modelu odbudowy relacji społecznych i ekonomicznych, włącznie z wypłatami socjalnymi takimi jak emerytury i inne. W tym celu Ukraina odbuduje zarządzanie systemem bankowym w rejonach objętych konfliktem i możliwe, że zostanie wprowadzony międzynarodowy mechanizm ułatwiające dokonywanie przelewów socjalnych.
9. Przywrócenie pełnej kontroli władz Ukrainy nad granicą państwową w całej strefie konfliktu, które powinno zacząć się dzień po wyborach lokalnych oraz zakończyć po całościowym uregulowaniu politycznym (wybory lokalne w odrębnych rejonach obwodu donieckiego i ługańskiego na podstawie prawa Ukrainy i reformy konstytucyjnej przed końcem 2015 r.) i pod warunkiem wypełnienia punktu 11, w konsultacjach oraz po uzgodnieniu z przedstawicielami odrębnych rejonów obwodu donieckiego i ługańskiego w ramach grupy trójstronnej.
10. Wyprowadzenie jednostek wojskowych innych państw, techniki wojskowej oraz najemników z terytorium Ukrainy pod nadzorem OBWE. Wszystkie nielegalne grupy bojowników powinny zostać pozbawione broni.
11. Przeprowadzenie konstytucyjnej reformy na Ukrainie. Zmiany mają wejść w życie do końca 2015 r. Mają zakładać decentralizację (z uwzględnieniem szczególnych cech poszczególnych rejonów republik donieckiej i ługanskiej), a także przyjęcie ustawy o szczególnym statusie poszczególnych rejonów obwodów donieckiego i ługańskiego do końca 2015 r.
12. Na podstawie ustawy Ukrainy „O tymczasowym trybie lokalnego samorządu w poszczególnych rejonach donieckiej i ługańskiej republik” sprawy dotyczące miejscowych wyborów będą omawiane i uzgadniane z przedstawicielami poszczególnych rejonów donieckiej i ługańskiej republik w ramach trójstronnej grupy kontaktowej. Wybory zostaną przeprowadzone z dotrzymaniem standardów OBWE i przy monitoringu z jej strony.
13. Intensyfikowanie działalności trójstronnej grupy kontaktowej, w tym utworzenie grup roboczych do spraw realizacji mińskich porozumień.

#### Noty
Następujące punkty mają zostać rozpatrzone w ukraińskim prawie „O tymczasowym trybie lokalnego samorządu w poszczególnych rejonach donieckiej i ługańskiej republik”:
- Uwolnienie od wymierzenia kar, prześladowania i dyskryminacji osób związanych z wydarzeniami mającymi miejsce w poszczególnych regionach republik donieckiej i ługańskiej.
- Prawo do językowego samostanowienia.
- Udział organów lokalnego samorządu w nominowaniu szefów prokuratur i sądów w poszczególnych regionach republik donieckiej i ługańskiej.
- Umożliwienie centralnym organom władz zawierania porozumień z odpowiednimi organami miejscowego samorządu dotyczących gospodarczego, społecznego i kulturalnego rozwoju poszczególnych regionów republik donieckiej i ługańskiej.
- Państwo wspiera społeczno-gospodarczy rozwój poszczególnych regionów republik donieckiej i ługańskiej.
- Centralne organy władzy mają wspierać współpracę republik donieckiej i ługańskiej z regionami Federacji Rosyjskiej.
- Utworzenie milicji narodowej zgodnie z decyzją miejscowych rad w celu zapewnienia porządku w poszczególnych regionach republik donieckiej i ługańskiej.
- Uprawnienia nadane deputowanym lokalnych rad oraz innym osobom wybranym w przedterminowych wyborach, mianowanych przez Radę Najwyższą zgodnie z zapisami tej ustawy, nie będą mogły zostać zakończone przed terminem.

## Skutki
W podpisanych dokumentach Rosja była traktowana nie jako agresor ani nawet strona konfliktu, lecz jako mediator w „wojnie domowej”, występujący na równych prawach z Francją i Niemcami. Ta sytuacja jest bardzo często wykorzystywana przez Rosję do powielania propagandowej narracji rosyjskiej o wewnątrzukraińskim charakterze konfliktu.
Poważnym problemem był również zawarty w dokumentach zapis dotyczący reformy konstytucyjnej, która miałaby doprowadzić do decentralizacji Ukrainy. Kontrowersyjny był zwłaszcza zapis, zgodnie z którym szczegóły reformy miałyby być uzgodnione z separatystami. Porozumienie przewidywało również uchwalenie ustawy o specjalnym statusie obwodów donieckiego i ługańskiego, która m.in. pozwalałaby władzom lokalnym na tworzenie własnej „ludowej milicji”. Zważywszy, iż prezydent Poroszenko nie miał w momencie zawierania porozumienia żadnego umocowanego prawnie mandatu, aby podejmować tego typu zobowiązania, realizacja przytoczonych zapisów byłaby pogwałceniem reguł stanowienia prawa, w tym reguł wprowadzania zmian konstytucyjnych na Ukrainie. Zwłaszcza że większość obywateli Ukrainy oraz deputowanych do Rady Najwyższej sprzeciwiała się ustaleniom zawartym w porozumieniu. Powodem sprzeciwu było m.in. przekonanie, że przewidziane w porozumieniu rozwiązania byłyby przeciwskuteczne z punktu widzenia budowy efektywnego i demokratycznego państwa ukraińskiego. Doprowadziłyby do instytucjonalizacji wpływu Rosji, realizowanego poprzez reżimy separatystyczne. Na dodatek sprzyjałyby destabilizacji Ukrainy, m.in. podważając monopol władzy na stosowanie przemocy.
W lutym 2020 postanowienia protokołu mińskiego oraz Mińsk II pozostawały nadal niezrealizowane, a część zrealizowano tylko częściowo. Obie strony konfliktu dopuściły się złamania danych postanowień bądź ich nie zrealizowały.
21 lutego 2022 Władimir Putin poinformował o uznaniu przez Rosję Donieckiej oraz Ługańskiej Republiki Ludowej w związku z „niewykonaniem przez Ukrainę porozumień mińskich”. 24 lutego Putin ogłosił decyzję o rozpoczęciu inwazji na Ukrainę.